# Vadim Kapranov
Pour les articles homonymes, voir Vadim et Kapranov.
Vadim Pavlovitch Kapranov (en russe : Вадим Павлович Капранов), né le 26 février 1940 à Moscou, et mort le 4 juin 2021 est un joueur soviétique et un entraîneur soviétique puis russe de basket-ball.

## Biographie
D'abord joueur de basket-ball, Vadim Kapranov remporte une médaille de bronze avec l'Union soviétique lors des Jeux olympiques de 1968 à Mexico.
En tant qu'entraîneur, il remporte un titre de champion d'Europe de basket-ball féminin avec la Russie, sélection avec laquelle il remporte également une médaille d'argent. Il remporte une médaille d'argent au championnat du monde 2002 et une médaille de bronze aux Jeux olympiques de 2004 à Athènes.
Il entraîne différents clubs, dont le club français du CJM Bourges Basket avec lequel il remporte deux Euroligue, en 1997, 1998 et une Coupe Ronchetti.

## Club
- Challes-les-Eaux Basket
- CJM Bourges Basket
- Entraîneur en chef de l'équipe féminine russe

## Palmarès

### Joueur
- Médaille de bronze aux Jeux olympiques d'été de 1968

### Entraîneur

#### Équipe de Russie
- Champion d'Europe 2003
- Médaille d'argent du Championnat d'Europe 2001

#### Club
- Euroligue de basket-ball 1997, 1998
- Champion de France (Nationale 1A) 1993, 1995, 1996, 1997
- Champion de France (LFB) 1998
- coupe Ronchetti 1995
- tournoi de la Fédération 1996
- coach de l’année de la Ligue féminine de basket en 1997, 1998